# Papa Ștefan I
Papa Ștefan I (n. secolul al III-lea d.Hr., Roma, Imperiul Roman – d. 2 august 257 d.Hr., Roma, Imperiul Roman) a deținut funcția papală în perioada 12 mai 254 - 2 august 257.

## Alegerea
Succesorul lui Lucius I a fost un membru al familiei „gens Julia”. După o vacanță de aproape 70 de zile clerul și poporul creștin din Roma l-a ales pe acest roman, Ștefan. Personaj de o anumită importanță (dată fiind importanța sedului roman) este cunoscut mai ales pentru contrastele pe care le-a avut cu Sfântul Ciprian, episcop important din Cartagina. 

## Conflictele cu Sf. Ciprian
Prima confruntare s-a ivit cu ocazia depunerii a doi episcopi spanioli, care au apostat în timpul persecuției; unul dintre ei a mers la Roma ca să-l convingă pe  Papa Ștefan I să-i reabiliteze pe amândoi.
Bisericile din Spania s-au adresat atunci lui Ciprian, care – convocând un conciliu al episcopilor Africii de Nord – a publicat o scrisoare sinodală, care confirma depunerea celor doi. În acest stadiu, Ștefan era justificat de textul scrisorii întrucât – se considera – că a fost înșelat cu privire la desfășurarea evenimentelor.
Al doilea conflict a plecat de la persoana și situația episcopului Marcian de Arles, care aderase la teoriile rigoriste ale antipapei Novațian și refuza până și reconcilierea (convertirea prin Pocăință), chiar și pe patul morții creștinilor care apostaseră. Episcopii locului i-au scris lui Ștefan îndemnându-l să-l depună pe Marcian, dar papa n-a luat măsuri în această privință. Atunci, episcopii s-au adresat lui Ciprian, care s-a interesat de acest caz și apoi i-a solicitat papei să-l excomunice pe Marcian și să numească un nou episcop care să-l înlocuiască după care sa-i comunice numele noului numit și episcopului african ca „să știe cu siguranță cu cine se putea considera în comuniune”.
Al treilea conflict a fost și cea mai gravă mai ales din punct de vedere teologic, deoarece privea problema Botezului administrat de eretici - este sau nu valid? Ciprian, împreună cu toate Bisericile Africii de Nord (asupra cărora avea influență indiscutabilă), cu Bisericile Siriei și a întregii Asii Mici, susțineau că un astfel de botez nu este valid, iar ereticii, care doreau să se reconcilieze, trebuiau rebotezați.
Papa Ștefan I, care se baza pe tradiția Bisericilor din Roma, Alexandria și Palestina, susținea fără ezitare (fără echivoc) că Botezul administrat de eretici era valid: ca să obțină reconcilierea, ereticii și schismaticii trebuiau numai să primească dezlegarea prin impunerea mâinilor. La acea vreme, în nordul Africii, această problemă era aprinsă, arzătoare, drept care Ciprian a convocat două concilii (în 255 și în 256) care au reafirmat poziția lui.
Papa Ștefan I, pe de altă parte, decisese să impună pretutindeni punctul de vedere roman drept care a scris Bisericilor din Asia Mică, declarând că nu mai poate păstra comuniunea cu ei din moment ce ei rebotezau pe eretici. Atunci când Ciprian a încercat să-l informeze despre deciziile celor două sinoade, Ștefan a refuzat să-i primească pe cei trimiși și chiar le-a refuzat ospitalitatea. Al doilea botez era caracterizat de el ca o inovație care viola tradiția și, prin urmare, nu putea fi acceptat. Era mare pericolul de a se produce o ruptură nesănătoasă între Roma și restul creștinilor. Este de înțeles cum Dionisie, episcopul de Alexandria, deși împărtășea ideea lui Papa Ștefan I asupra nelegitimității celui de-al doilea botez, s-a simțit nevoit să-i scrie episcopului de Roma îndemnându-l să adopte o conduită mai pacifică. Situația s-ar fi înrăutățit poate, dacă Papa Ștefan I n-ar fi murit martir pe 2 august 257 și Ciprian n-ar fi fost martirizat un an mai târziu.

## Primatul papal
Aceste controverse fac lumină asupra recunoașterii crescânde a importanței sediului roman, creștere care s-a verificat în  jumătatea celui de-al treilea secol al erei creștine - Roma apărea tot mai clar ca fiind curtea de apel și sediul cu care era absolut trebuincios să se rămână în comuniune.
Papa Ștefan I apare ca un om de guvernare autoritar și absolut deloc dispus la compromisuri, pe deplin conștient de prerogativa sa specială; episcopii care i-au fost rivali n-au ezitat de a-l acuza că dezbină Biserica. Este și mai interesant faptul că a fost acuzat de „orgoliu pentru poziția sa de episcop și de faptul că se pretindea succesor al lui Petru (Cathedra Petri), asupra căruia au fost puse temeliile Bisericii”. Din câte se știe el a fost primul papă care a găsit fundamentul legitim al primatului papal în cuvintele adresate de Isus apostolului Petru, citate în Evanghelia după Matei 16:18.

## Decesul
Legenda de mai târziu – redată de Liber Pontificalis – îl reprezintă ca martir, dar calendarul roman din 354 îl înscrie numai la locul său în lista aniversărilor episcopilor defuncți, nu și între martiri.
Papa Ștefan I a fost înmormântat în cripta papală din cimitirul sf. Calixt pe Via Appia.
Este celebrat la 2 august.